# エラレー
エラレー（古希: Ἐλάρη, Elarē）、あるいはエララー（古希: Ἐλάρα, Elarā）は、ギリシア神話に登場する女性である。オルコメノスの娘で、ゼウスとの間に巨人ティテュオスを生んだ。日本語では長母音を省略してエラレとも表記される。
エラレーはゼウスの愛人の1人で、彼の妻ヘーラーに見つからないように深い地の底へ隠され、そこでティテュオスを産んだのち、ゼウスはティテュオスを地上に連れ出したという。このためティテュオスは大地の女神ガイアの息子とされることもある。ロドスのアポローニオスもティテュオスのことを、エラレーが生んだ後、大地が育てて再度生んだ者だ、と述べている。ホメーロスは彼女の息子ティテュオスとエウボイア島との関係について言及しているが、ストラボーンはこれと関連して、エウボイア島の某所にエラレーの名前にちなんで名づけられたエラリオンと呼ばれる洞窟があったと述べている。